# جبرئیل جیبیلترا
جبرئیل جیبیلترا (انگلیسی: Gabriele Gibilterra؛ زادهٔ ۱ ژانویهٔ ۲۰۰۰) بازیکن فوتبال اهل ایتالیا است.